# Cardano (blockchainplatform)

Cardano platform logo

Ada cryptogeld logo

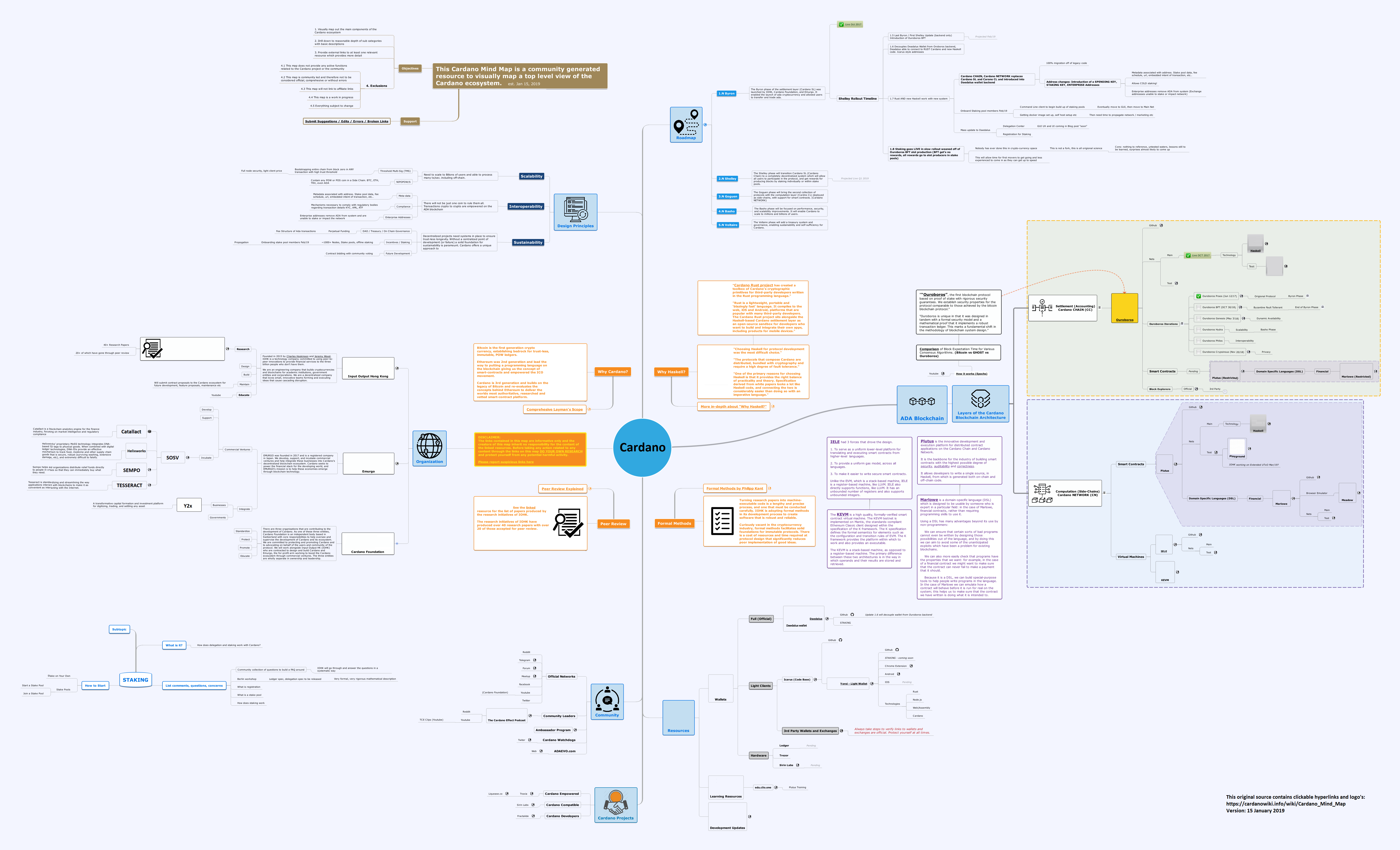
Cardano mind map

Cardano is een open source cryptovaluta blockchain platform waarop slimme contracten kunnen draaien.

## Achtergrond
Het begon in 2015 en werd in 2017 gelanceerd door de medeoprichter van Ethereum en BitShares Charles Hoskinson. De valuta debuteerde met een marktkapitalisatie van $ 600 miljoen. Tegen het einde van 2017 had het een marktkapitalisatie van $ 10 miljard. Medio 2021 bedroeg de kapitalisatie ervan $ 39,8 miljard. In 2021 behoort Cardano qua kapitalisatie tot de tien grootste cryptocurrencies ter wereld. Ontwikkelingen worden wetenschappelijk bestudeerd en beoordeeld door vakgenoten. Het Ada cryptogeld kon tijdens de lancering alleen in hun Daedalus portemonnee en op de Bittrex exchange worden opgeslagen, maar er zijn er momenteel meer om uit te kiezen.
De Cardano cryptomunt wordt ADA genoemd ter ere van Ada Lovelace, de Britse wiskundige en de eerste programmeur ter wereld. Het platform is vernoemd naar Gerolamo Cardano, de Italiaanse wiskundige, ingenieur, filosoof, arts en astroloog.

## Lagen
Binnen het Cardano platform leeft Ada op de afrekeningslaag (settlement layer). Deze laag is vergelijkbaar met Bitcoin en houdt in feite alleen de Ada transacties bij. De tweede laag is de berekeningslaag (computation layer). Deze laag is vergelijkbaar met Ethereum en maakt het mogelijk dat slimme contracten en toepassingen op het platform worden uitgevoerd.

## Niet-functionele vereisten
Naast de eerste en tweede laag functionaliteiten richt Cardano zich ook op de niet-functionele vereisten schaalbaarheid, onderhoudbaarheid en interoperabiliteit. Het fundament van hun schaalbaarheid is de scheiding van de afrekenings- en berekeningslaag en hun 'proof of stake' technologie. Onderhoudbaarheid wordt bereikt door gebruik te maken van een gedecentraliseerd 'treasury'-systeem dat wordt gefinancierd door transactiekosten op het netwerk. Op ontwikkelingsvoorstellen en de implementatie kan worden gestemd en worden dus gedecentraliseerd door de belanghebbenden (Ada cryptogeldhouders) gecontroleerd. Na de gedecentraliseerde fase kunnen zonder stemming zelfs de huidige ontwikkelaars geen wijzigingen aanbrengen. De ondersteuning van interoperabiliteit tussen bestaand cryptogeld is belangrijk in een gemengd technologielandschap. 'Sidechains' is een technologie waarbij tokens naar (andere) blockchains kunnen verplaatsen en interoperabiliteit met de financiële systemen van banken mogelijk maakt.

## Ontwikkelingen
Verschillende ontwikkel omgevingen worden gecreëerd door (menselijk leesbaar) functioneel programmeren. Door de functionele code op hoog niveau automatisch te vertalen naar uitvoeringscode op een laag niveau, is er geen noodzaak voor (foutgevoelige) codering op laag niveau. Ook niet-programmeurs kunnen slimme contracten maken, omdat een van de domeinspecifieke talen een 'low-code' ontwikkelingsplatform is. Slimme contracten gemaakt in Solidity voor de Ethereum Virtual Machine kunnen worden vertaald met een compiler en dus ook draaien op de Cardano Virtual Machine.